# نبرد حصن

نقشه وضعیت در غرب حمص، اوایل مارس ۲۰۱۴

نبرد حصن، نبردی یک‌روزه در جریان جنگ داخلی سوریه بود که در اطراف روستای حصن و مرکز اصلی آن، قلعه ۹۰۰ ساله صلیبی کرک دِ شوالیه، یک میراث جهانی یونسکو، رخ داد. در این نبرد در دفع حملات احرار الشام، جبهه النصره و چند گروه دیگر از شورشیان سوری انجام گرفت. این قلعه و روستای حصن از سال ۲۰۱۲ در کنترل نیروهای شورشی قرار داشت. هدف ارتش سوریه در این نبرد، قطع مسیرهای تدارکاتی شورشیان برای انتقال نیرو و سلاح از لبنان و به آنجا بود.
در صبح روز ۲۰ مارس، درگیری‌ها از سحرگاه آغاز شد و با بمباران سنگین قلعه قرون‌وسطایی که گمان می‌رفت ۳۰۰ شورشی در آن حضور دارند، همراه بود. شهر حصن نیز زیر آتش توپخانه قرار گرفت. به گفته یک فعال مخالف، توافقی برای عبور امن شورشیان به لبنان روز قبل حاصل شده بود. اما فرمانده نظامی رهبری‌کننده نبرد این موضوع را رد کرد و اعلام کرد که ارتش از اعطای عبور امن به شورشیان محاصره‌شده در قلعه خودداری کرده و پس از مشاهده عقب‌نشینی شورشیان، فشار نهایی برای ورود به قلعه را آغاز کرده است. یک فعال مخالف دیگر ادعا کرد که ارتش به افرادی که از حصن در نزدیکی مرز لبنان می‌گریختند، کمین زده و تعداد زیادی را کشت. نیروهای دولتی تا ظهر قلعه را به تصرف درآوردند. درگیری داخل قلعه به کشته شدن ۱۲ شورشی منجر شد که از جمله آن‌ها ابوسلیمان دنداشی، فرمانده یکی از تیپ‌های احرارالشام و تبعه لبنان بود. بنا بر منابع نظامی، ۴۰ تا ۹۳ شورشی در جریان عقب‌نشینی کشته شدند، از جمله خالد المحمود که گفته می‌شود رهبر گروه جهادی جندالشام بود. در این درگیری‌ها چندین سرباز نیز کشته شدند.